# Teorema da máxima transferência de potência
Em Engenharia elétrica, o teorema de máxima transferência de potência demonstra que, para obter máxima potência sobre uma carga externa a partir de uma fonte com resistência interna finita, o valor de resistência da carga externa deve ser igual ao valor de resistência interna da fonte, visto a partir de seus terminais de saída. Moritz von Jacobi publicou o teorema de máxima transferência de potência por volta do ano de 1840; sendo também referido como "Lei de Jacobi".

## Prova matemática para circuitos puramente resistivos
No esquema elétrico ilustrado à esquerda, a energia está sendo transferida da fonte, que possui tensão VS e resistência interna RS fixa, para uma carga RL, onde, através da Lei de Ohm, resulta em uma corrente iL tal que:
{\displaystyle i_{\mathrm {L} }={\frac {V}{R_{\mathrm {S} }+R_{\mathrm {L} }}}}
A potência PL dissipada na carga é definida como:
{\displaystyle P_{\mathrm {L} }=i_{\mathrm {L} }^{2}R_{\mathrm {L} }=\left({\frac {V}{R_{\mathrm {S} }+R_{\mathrm {L} }}}\right)^{2}R_{\mathrm {L} }={\frac {V^{2}}{R_{\mathrm {S} }^{2}/R_{\mathrm {L} }+2R_{\mathrm {S} }+R_{\mathrm {L} }}}}
O valor que a carga RL deve asssumir para que exista a máxima transferência de potência pode ser deduzida
encontrando o ponto de mínimo do denominador, onde considera-se RL como a variável:
{\displaystyle R_{\mathrm {S} }^{2}/R_{\mathrm {L} }+2R_{\mathrm {S} }+R_{\mathrm {L} }}
Para encontrar o ponto de mínimo, ou máximo, de uma função uma possível solução é aplicar uma derivada de primeira ordem e igualá-la a zero:
{\displaystyle {\frac {d}{dR_{\mathrm {L} }}}\left(R_{\mathrm {S} }^{2}/R_{\mathrm {L} }+2R_{\mathrm {S} }+R_{\mathrm {L} }\right)=-R_{\mathrm {S} }^{2}/R_{\mathrm {L} }^{2}+1}
Pontanto, para que exista a máxima transferência de potência da fonte para a carga, a seguinte condição deve ser atendida:
{\displaystyle R_{\mathrm {S} }^{2}/R_{\mathrm {L} }^{2}=1}
ou:
{\displaystyle R_{\mathrm {L} }=\pm R_{\mathrm {S} }}
Valores resistivos reais podem assumir apenas valores posivivos, sendo assim, concluí-se que ambas resistências devem ser iguais:
{\displaystyle R_{\mathrm {L} }=R_{\mathrm {S} }}